# Charlotte Gray
Charlotte Gray (prt: Charlotte Gray; bra: Charlotte Gray - Paixão sem Fronteiras ou Charlotte Gray - Uma Paixão sem Fronteiras) é um filme australo-teuto-britânico de 2001, do gênero drama, dirigido por Gillian Armstrong.

## Elenco
- Cate Blanchett .... Charlotte Gray
- James Fleet .... Richard Cannerley
- Abigail Cruttenden .... Daisy
- Rupert Penry-Jones .... Peter Gregory
- Billy Crudup .... Julien Levade
- Michael Gambon .... Levade
- Anton Lesser .... Renech
- Ron Cook .... Mirabel

## Recepção
O Metacritic, que usa uma média ponderada, atribuiu ao filme uma pontuação de 48 em 100, baseado em 24 críticos, indicando críticas "mistas ou médias".